# Lorenzo Marcello (sous-marin, 1918)
Pour les articles homonymes, voir Lorenzo Marcello (homonymie) et Lorenzo Marcello (sous-marin).
Le Lorenzo Marcello est un sous-marin, de la classe Pietro Micca, en service dans la Regia Marina avant la fin de la Première Guerre mondiale.
Le navire a été nommé en l'honneur de Lorenzo Marcello (1603-1656), un amiral et homme politique vénitien..

## Caractéristiques
La classe Pietro Micca déplaçaient 862 tonnes en surface et 1 244 tonnes en immersion. Les sous-marins mesuraient 63,2 mètres de long, avaient une largeur de 6,2 mètres et un tirant d'eau de 4,26 mètres. Ils avaient une profondeur de plongée opérationnelle de 50 mètres. Leur équipage comptait 40 officiers et soldats.
Pour la navigation de surface, les sous-marins étaient propulsés par deux moteurs diesel FIAT ou Tosi de 2 600 chevaux-vapeur (cv) (1 910 kW), chacun entraînant un arbre d'hélice. En immersion, chaque hélice était entraînée par un moteur électrique de 650 chevaux-vapeur (478 kW). Ils pouvaient atteindre 14,5 nœuds (26,8 km/h) en surface et 11 nœuds (20,3 km/h) sous l'eau. En surface, la classe Pietro Micca avait une autonomie de 2 100 milles nautiques (3 890 km) à 10 noeuds (18,5 km/h); en immersion, elle avait une autonomie de 180 milles nautiques (333 km) à 3 noeuds (5,6 km/h).
Les sous-marins étaient armés de six tubes lance-torpilles de 45 centimètres, quatre à l'avant et deux à l'arrière, pour lesquels ils transportaient un total de 8 torpilles. Ils étaient également armés d'un canon de pont de 76/40 Model 1916 à l'avant de la tour de contrôle (kiosque) et un canon de pont 76/30 Model 1914 à l'arrière de la tour de contrôle pour le combat en surface.

## Construction et mise en service
Le Lorenzo Marcello est construit par le chantier naval de l'Arsenale militare marittimo della Spezia (Arsenal militaire maritime de La Spezia) de La Spezia en Italie, et mis sur cale en février 1916. Il est lancé le 29 septembre 1918 et est achevé et mis en service le 1er octobre 1918. Il est commissionné le même jour dans la Regia Marina.

## Historique
En service un peu plus d'un mois avant la fin de la Première Guerre mondiale, le Lorenzo Marcellon'a pas eu l'occasion d'effectuer des missions de guerre,. Son premier commandant est le capitaine de corvette Mario Falangola, qui a supervisé le développement et les essais de l'unité, (Falangola est devenu plus tard commandant en chef de la flotte de sous-marins italiens pendant la Seconde Guerre mondiale).
De 1918 au 20 octobre 1925, il est affecté au Ier Escadron de sous-marins, basé à La Spezia,.
En juillet 1919, il est envoyé à Gênes pour des raisons "d'ordre public".
Il participe à divers exercices en 1922, 1924, 1925, 1926 et 1927,.
En octobre 1925, il est placé sous le contrôle direct du Commandement de la Division sous-marine, opérant pour la formation des élèves de l'Académie navale de Livourne.
Parmi ses commandants se trouvent Guglielmo Bernucci, Antonio Legnani et Edoardo Somigli, tous capitaines de corvette à l'époque ; ils ont ensuite assumé des rôles importants au sein de la Regia Marina,.
Désormais vieux et affecté par diverses pannes de ses moteurs diesel, le Marcello est mis hors service en 1928, et mis au rebut.